# Barakani
Barakani är en del av en befolkad plats i Komorerna.   Den ligger i distriktet Anjouan, i den centrala delen av landet, 140 km öster om huvudstaden Moroni. Barakani ligger 57 meter över havet och antalet invånare är 6 089.
Terrängen runt Barakani är kuperad åt nordost, men åt sydost är den bergig. Havet är nära Barakani åt nordväst. Runt Barakani är det tätbefolkat, med 790 invånare per kvadratkilometer. Närmaste större samhälle är Moutsamoudou, 4,6 km sydväst om Barakani. 